# Скульптура архангела Михаїла (Джуринська Слобідка)
Скульптура архангела Михаїла в Джуринській Слобідці — пам'ятка монументального мистецтва місцевого значення в Україні. Розташована в селі Джуринська Слобідка Чортківського району Тернопільської області, біля церкви.
Статус отриманий згідно з наказом управління культури Тернопільської облдержадміністрації від 27 січня 2010 року № 16. Перебуває у віданні Джуринської сільської ради.
Скульптура встановлена біля церкви.
Оголошена пам'яткою монументального мистецтва місцевого значення, охоронний номер 3056.